# Chelonus bickleyi
Chelonus bickleyi är en stekelart som beskrevs av Mccomb 1968. Chelonus bickleyi ingår i släktet Chelonus och familjen bracksteklar. Inga underarter finns listade i Catalogue of Life.